# شير قلعة
شير قلعة (بالفارسية: شیر قلعه) هي قلعة تاريخية تعود إلى عصر الإمبراطورية الفرثية، وتقع في مقاطعة مهدي شهر.